# برج سما
برج سما (المعروف أيضًا باسم برج الدرة أو برج الدرة 2) هو ناطحة سحاب على طول طريق الشيخ زايد في دبي، الإمارات العربية المتحدة. يتكون البرج من 49 طابقا. بدأ البناء فيه عام 2006 واكتمل في أواخر عام 2009.

## تاريخ
اقترح المبنى في الأصل كمبنى شاهق وسمي ببرج الدرة 2. التصميم كان 330 م (1,083 قدم) على شكل برج ملتوي مكون من أكثر من 75 طابقا للاستخدام السكني، بتكلفة حوالي 140 مليون دولار أمريكي. واعتبر هذا التصميم إضافة رئيسية لأفق دبي، ولكن في الوقت نفسه، كان ارتفاع المشروع مصدر قلق لدائرة الطيران المدني في دبي. واستجابة لهذه المشكلة، قُلص المشروع إلى 194 متر (636 قدم).

## بناء
بدأ بناء المشروع في عام 2006. وصبت الأساسات الخرسانية للمبنى بعد حوالي عام في مارس 2007 من قبل شركة دبي للمقاولات وشركة ريدي ميكس بيتون، حوالي 10,500 م3 (13,700 ياردة3) من الخرسانة صُبت في الفترة ما بين 22 و23 مارس، مما سجل رقمًا قياسيًا جديدًا في البناء لطوف خرساني يُصب بشكل مستمر. الرقم القياسي القديم للصب كان أيضًا من نصيب شركة ريدي ميكس بيتون. 

## معرض صور

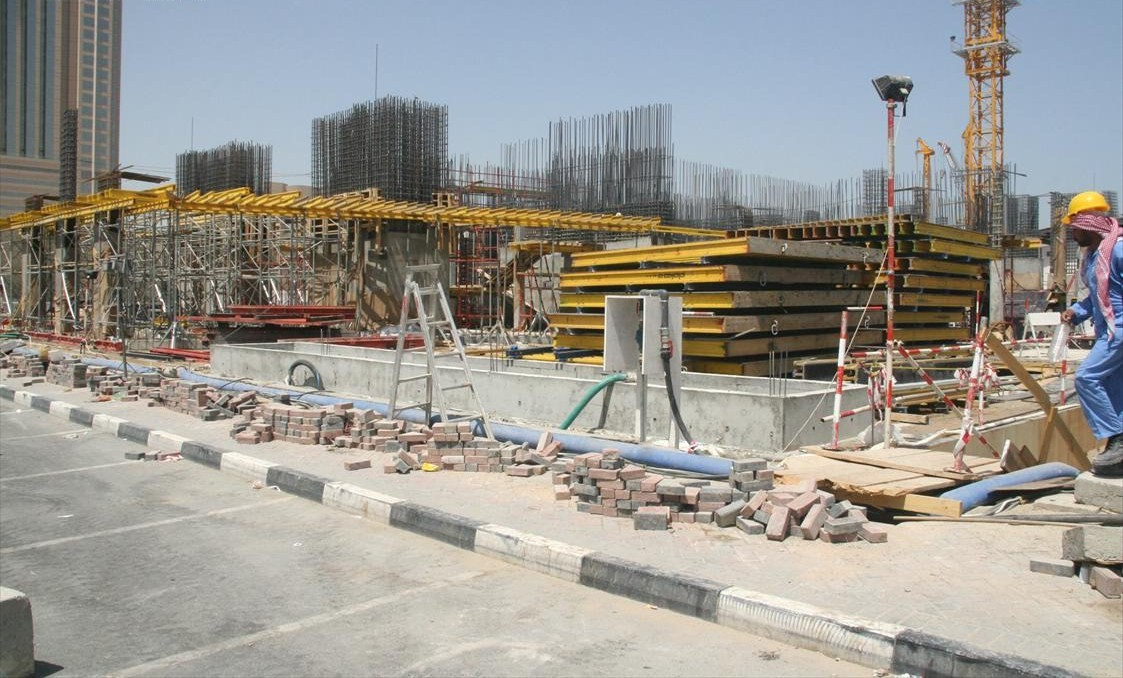
4 مايو 2007
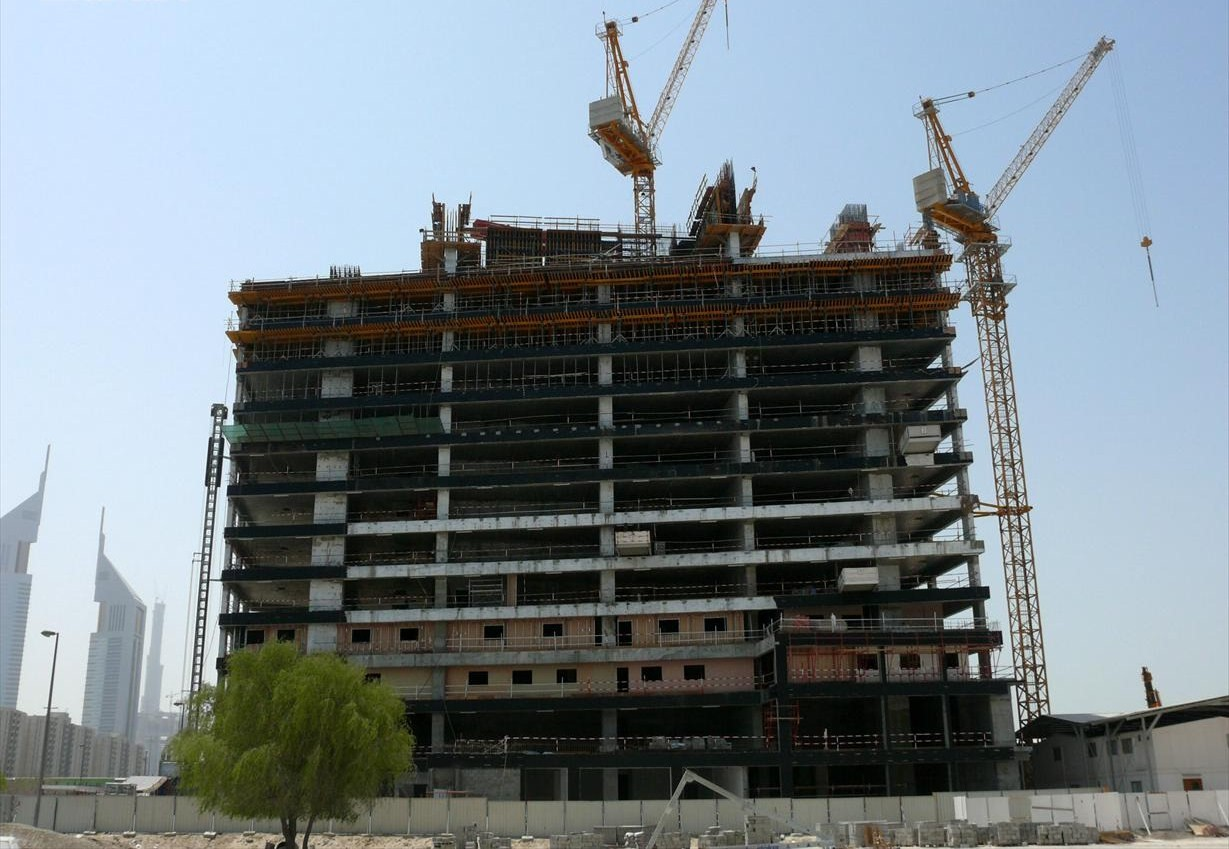
14 سبتمبر 2007
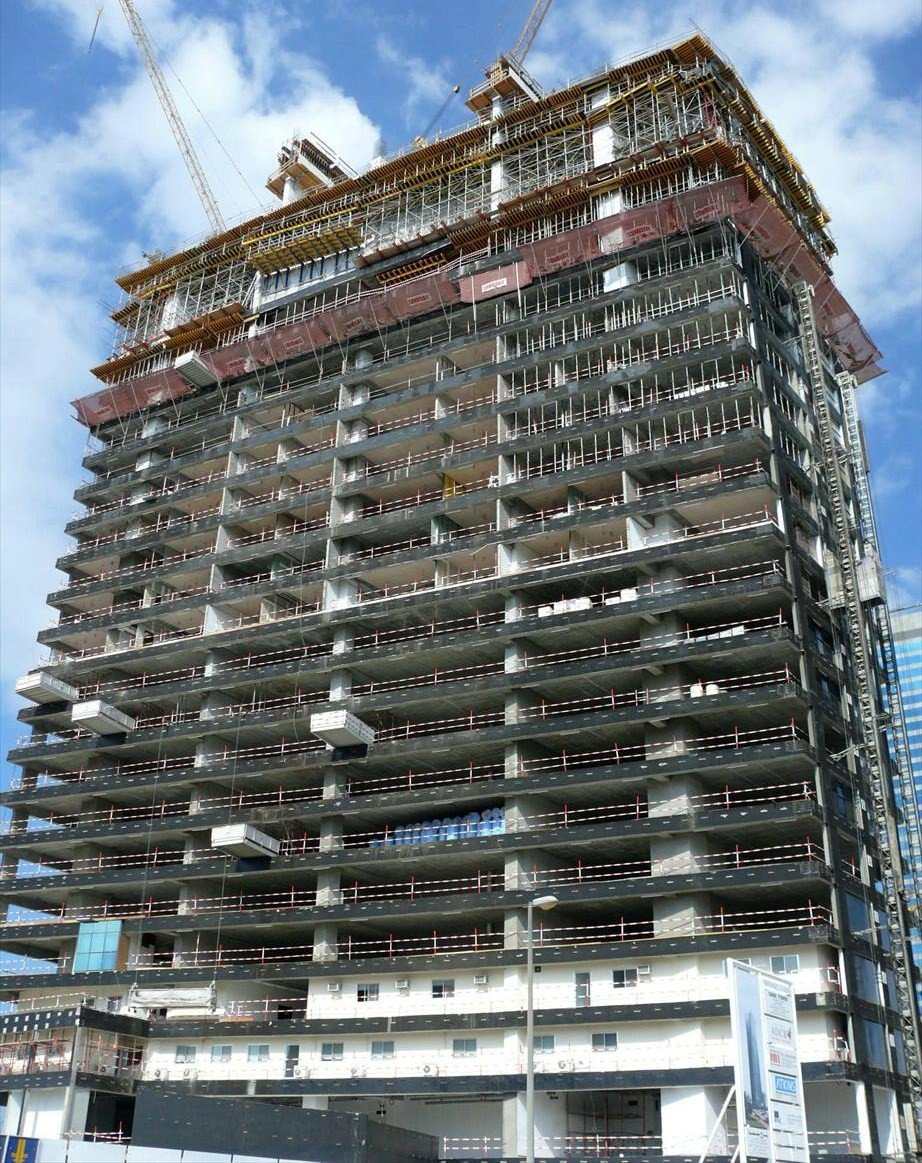
28 ديسمبر 2007